# Arkadiusz Rybicki
Arkadiusz Czesław Rybicki (Gdynia, 12 de janeiro de 1953 — 10 de abril de 2010) foi um político da Polónia. Ele foi eleito para a Sejm em 25 de Setembro de 2005 com 9466 votos em 25 no distrito de Gdańsk, candidato pelas listas do partido Platforma Obywatelska.
Foi uma das vítimas do acidente do Tu-154 da Força Aérea Polonesa.